# 明宝歴史民俗資料館
明宝歴史民俗資料館（めいほうれきしみんぞくしりょうかん）は、岐阜県郡上市にある資料館。
郡上市明宝地区の歴史民俗資料を調査・保管・展示を行っている。

## 概要
1970年（昭和45年）、「明方村立博物館」として開館。元々は奥明方村立奥明方中学校の先生生徒が資料を収集し、校内に開館した「奥明方中学校民俗資料館」が前身である。資料の増加とともに中学校での管理が難しくなったことにより、1970年に村に移管されている。1977年（昭和52年）に現在地に移転。1992年（平成4年）に村名改称により「明宝村立博物館」に改称後、2008年（平成20年）に「明宝歴史民俗資料館」に改称。
敷地は旧・明方村立奥明方小学校の跡地であり、建物はその木造校舎（1937年（昭和12年）建築）をそのまま使用している。
所蔵品は約47,000点。そのうち3,594点が国重要有形民俗文化財である。
運営管理はNPO法人ふる里めいほうが行っている。

## 所在地
- 岐阜県郡上市明宝気良154

## 利用案内
- 開館時間：10：00 - 16:00
- 休館日：毎週月曜日・祝日の翌日・冬季（12月から3月）の平日
- 入場料：高校生以上210円・小中学生150円
  - 郡上市の高校生以上の住民を対象にした、郡上市内の7つの有料の博物館（郡上八幡樂藝館、古今伝授の里フィールドミュージアム、白山文化博物館、白山瀧宝殿、美並ふるさと館、明宝歴史民俗資料館、和良歴史資料館）共通の、年間パスポート券もある[5]。

## 交通アクセス
- 長良川鉄道越美南線 郡上八幡駅より八幡観光バス明宝線[6]「明宝庁舎前」バス停下車、徒歩で約10分。
- 東海北陸自動車道 郡上八幡ICより国道472号経由で車で約20分。